# 五洋食品産業
五洋食品産業株式会社（英: GOYO foods Industry Co., Ltd.）は、福岡県糸島市に本社を置くフローズンスイーツ（冷凍洋菓子）の製造販売を行う会社である。

## 会社概要
当初はピザ用ナチュラルチーズの加工、ピザ・グラタンなどの製造を行っていた。
2000年11月に商品の回収事故を起こしたことに伴う前代表の病倒や全社員の離脱などが重なった結果、事業継続が困難となり、事実上破綻状態となった。
現在の組織は舛田圭良、及び残ったアルバイトやパートたち（のちに社員）の第2創業によるものであり、舛田は実質的な創業者である。その後、11月1日は「品質の日」として全社内教育の日となっている。
赤字と債務超過で数度に渡り存続の危機に遭遇したが、舛田や社員に加え、仕入先各社及び知人、ベンチャーキャピタル（VC）などの第三者割当増資により救われている。直接金融からの資金調達に積極的で、VC出資のほか、日本政策金融公庫として国内初のハイブリッドファイナンス（劣後ローンと新株予約権付融資の組み合わせ）、自社による公募社債の発行など中小企業では希有なファイナンスによる調達を行っているのが特徴。
現在取り扱う商品はフローズンスイーツ（冷凍洋菓子）のみで、第2創業後にビジネスモデルを転換集約した。主に業務用（ホテル、レストランなど飲食店向け）、全国の生活協同組合（単協、連合、日本生活協同組合連合会など）向けに供給する裏方のメーカーであった。
2008年に主力商品「ベイクドチーズケーキ」のモンドセレクション金賞受賞した後、冷凍本来の特性を一般消費者にも広めるためのジャンル名「Sweets Stock!（スイーツストック）」を創設し、量販店での市場開拓を開始した。2010年4月には総工費7億5千万円を投じ、福岡県糸島市の西九州自動車道に隣接する前原IC南産業団地内にHACCP対応工場を竣工。2011年1月、福岡ベンチャーマーケット（通称：FVM。福岡県産業・科学技術振興財団主催）「FVM大賞2011」において大賞を受賞。
2012年5月28日、TOKYO AIM取引所に株式を上場し、取引開始直後に初値2,000円（分割前株価）をつけた。その後TOKYO AIM取引所は東京証券取引所に吸収合併され、2012年7月1日に東京証券取引所内部のTOKYO PRO Market市場として新たに発足。これに伴い、五洋食品産業の株式は東京証券取引所　TOKYO PRO Market市場への新規上場銘柄（移行）となった。福岡証券取引所（以下福証）主催の「九州IPO挑戦隊」加入企業であり、同組織からは初の上場企業となった（福証への上場ではなかったためか、同社の上場実績は取り上げられていない）。
2025年3月26日、佐賀県唐津市に新工場を建設し、2026年9月の操業を目指すことを発表

## 投資ファンドによる社長解任劇
詳細は福岡の調査会社データ・マックス社（以下DM社）による追跡レポート「突然の代表交代　五洋食品産業に何が起きているのか（全11回）」に記載がある。
かねてより出口戦略について、筆頭株主であるファンド（イノベーションエンジン、フレンドリーパートナーズ）と、代表取締役の舛田との間で意見が相違していたとされる。
2021年8月27日に開催された定時株主総会における取締役選任決議の際、ファンドにより代表取締役社長である舛田を解任し、新たにファンド側が用意した外部人材（弁護士）の選任を求める修正動議が提出された。舛田のほか出席株主がコロナ禍にあっても過去最高売上・最高益の実績を上げているにも関わらず未経験人材に変更投入する合理的な説明を求めるも、ファンド側は明確な回答を拒否。ファンド2社により議決権52.07%の過半数を占められていたため、この動議により取締役メンバーから創業者である舛田及び上場以降海外展開の牽引役であった藤永晋也の2名が半ば強引に排除されることが採択され、実態として解任されることとなった。
その後の体制として、用意された外部人材の弁護士が社長になるとみられていたが、実際には当時の営業部長が新社長に昇格する不可解な体制となった。のちのDM社インタビューの中で新社長自ら、舛田をよそにファンドとの直接接触があったことを仄めかし、かつ自ら社長に立候補したことを述べている。このため、ファンドがクーデターに見えるようにこの新社長を使ったと解釈される向きもあった。

## 三井物産による株式公開買付（TOB）
このまま、創業者である舛田を排除した新体制で進むかとみられていたが、2021年10月中旬、突如として三井物産が登場し、舛田と共同での議決権行使を伴う買収（株式公開買付（TOB））を発表。また、舛田を復帰させ、スクイーズアウトにより株主を三井物産及び舛田のみとし上場廃止を伴うことも盛り込まれた。
DM社の調査によれば、ファンドの用意した出口戦略において、その売却先との交渉が結局不調に終わり断念し、その筋書き上不都合であった舛田を解任するほどの大立ち回りをしたにもかかわらず、結局最終的にファンドは三井物産・舛田連合への株式の売り渡しに合意した（つまり事実上の敵対的買収の失敗と解釈）とあり、水面下で舛田が三井物産にホワイトナイトとして協力を得たものと結論付けられている。
実際、三井物産発表による「五洋食品産業株式会社株券に対する公開買付けの開始に関するお知らせ」の中で、舛田との協議開始は2021年5月（つまり株主総会の3か月前）とあり、この時からかかる件について株主総会直前まで協議を重ねてきた経緯の記載もあるため、その後の2021年8月の株主総会での解任劇も十分想定の上でTOB及びその後の筋書きを描いていたとみられる。
2021年10月15日、三井物産が当社株式の公開買付けを実施し、連結子会社化することを公表。当社経営陣も当該TOBに賛同した。
2022年2月2日、TOKYO PRO Market上場廃止を申請し、同年3月4日に上場を廃止した。
舛田はTOB発表資料記載の通り2022年2月に代表取締役社長として復帰し、同時にこの間に新社長となっていた前営業部長はその後の人事体制発表資料から名前は消えている。このことからもファンドが体よく営業部長を利用したのではないかといわれる所以でもある。結局舛田不在の体制は5か月であった。それ以外の従前取締役は執行役員として残り、社長として復帰した舛田の脇を三井物産の部長職が取締役として固める新たな人事組織体制となり、一連の解任劇に終止符を打った。

## 商品
冷凍ケーキは一般的に店頭での取り扱いがないため、触れる機会が少ないが、代表的なベイクドチーズケーキ、及び渋皮栗モンブランは福岡市内及び周辺のセブン-イレブンで目にすることができる。（2015年5月現在テストは終了している）

### Sweets Stock!（スイーツストック）
小売市場での家庭向けフローズンスイーツのことを「スイーツストック」と呼び、商標権を取得している。スイーツストックを提唱し、「食べたい時にいつでも食べられる、冷凍庫にストックできるケーキ」としての認知拡大を努め、流通させることで注目度を高めている。平成24年10月、福岡市及び周辺地域のセブンイレブン店舗にてアイスクリーム売り場の一角を確保したモニターテストを開始。

### Sweets Stock! × Cucina Gianni
イタリア料理研究家の小崎陽一とのコラボ企画「Sweets Stock × Cucina Gianni」（東麻布の運営店舗兼料理教室「Cucina Gianni（クッチーナジャンニ）」）にてティラミスをリリース。ただし一般販売ではなく、五洋食品の発行する無担保社債「スイーツストック債」購入者向けの特典（限定）で非売品である。
2014年4月14日より、Sweets Stockサイトにて本格的なコラボ企画商品「ジャンニの麻布チーズケーキ」を発売。

### SWEETS PRO（スイーツプロ）
業務用市場向けフローズンスイーツとして「SWEETS PRO」ブランドを創設。

## 海外展開
2012年5月に北米での生産ライセンスを締結するも、現地企業との契約が不調に終わり、平成25年5月期にてライセンス締結代金の全額を貸倒引当金に計上。しかし北米向けの輸出に関しては2013年8月より実現。国内向けSweetsStockパッケージにて北米内量販店での販売が開始された。
2014年5月、タイのベーカリー企業（Srifa Bakery）との締結を発表。双日を通じて輸送し、同年8月よりタイ国内のベーカリーショップで販売する予定。また同年11月15日付で、新華集団（Sun Wah Group：香港）の食品商社機能を担う新華日本食品有限公司との業務提携（香港・マカオ全土における独占販売者として任命）を発表した。

## 沿革
- 1975年（昭和50年）5月 - 福岡市博多区においてナチュラルチーズの加工販売を目的として五洋食品産業株式会社を設立。
- 1983年（昭和58年）9月 - ピザ及びピザクラストの製造を開始。
- 1995年（平成7年）11月 - 洋菓子製造を開始しラインを導入。
- 2000年（平成12年）11月 - 商品回収事故の発生。前代表の病倒、役員・社員の全離脱により事業継続困難となり、現代表・アルバイトにより第2創業。
- 2005年（平成17年）7月 - ISO9001 国際品質マネジメントシステムを取得。
- 2006年（平成18年）12月 - 福岡県前原市（現・糸島市）前原IC南産業団地の立地協定締結。
- 2008年（平成20年）5月 - 主力商品「ベイクドチーズケーキ」がモンドセレクションにて金賞受賞。
- 2009年（平成21年）
  - 1月 - 小売市場向けフローズンスイーツのブランド「Sweets Stock!」を創設。
  - 6月 - ISO27001国際情報セキュリティマネジメントシステム（ISMS）を取得。
  - 9月 - WEB通販サイトを開設。
- 2010年（平成22年）
  - 2月 - 福岡市博多区に営業所を開設。
  - 4月 - 福岡県糸島市に総工費7億5千万円を投じてHACCP対応工場を建設し移転、操業開始。
  - 7月 - 関東の大手量販店でのSweetsStock!の取扱開始。これを契機としてGMS、スーパー、コンビニへ展開。
- 2011年（平成23年）1月 -（財）福岡県産業・科学技術振興財団主催　福岡ベンチャーマーケット「FVM大賞2011」にて大賞を受賞。
- 2012年（平成24年）
  - 5月 - TOKYO AIM取引所に株式を上場。
  - 7月 - 東京証券取引所TOKYO PRO Market市場に上場（TOKYO AIMより移行）[12]。
- 2013年（平成25年）
  - 7月 - I.GRECO株式会社（代表・小崎陽一）と商品企画プロモーション契約を締結[13]。
  - 8月 -
    - 福岡市中央区の営業事務所を閉鎖し、本社へ統合。
    - 業務用市場向けフローズンスイーツのブランド「SWEETS PRO」を創設。業務用フローズンスイーツ通販サイトを開設。

  - 10月 - 株式分割を実施（1株につき4株）[14]。
- 2014年（平成26年）
  - 5月 - タイ王国にて現地ベーカリー企業SrifaBakery社とのフローズンスイーツ販売提携を発表。
  - 8月 - 一般募集無担保社債「Sweets Stock債（第6回/7回）」を発行。日本政策金融公庫による資本性劣後特約付ローンの引受（計2億円）。
  - 11月 - 香港・マカオにおいて新華日本食品（新華集団（Sun Wah Group）の食品商社機能）を独占販売者とする業務提携を発表。
- 2015年（平成27年）
  - 5月 - 資本金を1億円に減資。
  - 8月 - 3億5,000万円の大規模第三者割当増資実施[15]。
- 2016年（平成28年）5月 - 中小企業庁「はばたく中小企業・小規模事業者300社」海外展開部門　生産性優良企業に選出[16]。
- 2017年（平成29年）
  - 5月 - 西日本シティ銀行ファンドによる3億円の投資（8千万円の増資と2.2億円のCB）[17]。
  - 10月 -「ふるさと企業大賞（総務大臣賞）」受賞[18]。
- 2021年（令和3年）10月 - 三井物産による株式公開買い付け。
- 2022年（令和4年）3月 - 東京証券取引所 TOKYO PRO Market上場廃止。
- 2025年（令和7年）3月 - 佐賀県唐津市に新工場建設を発表。